# Town Hall (New York City)

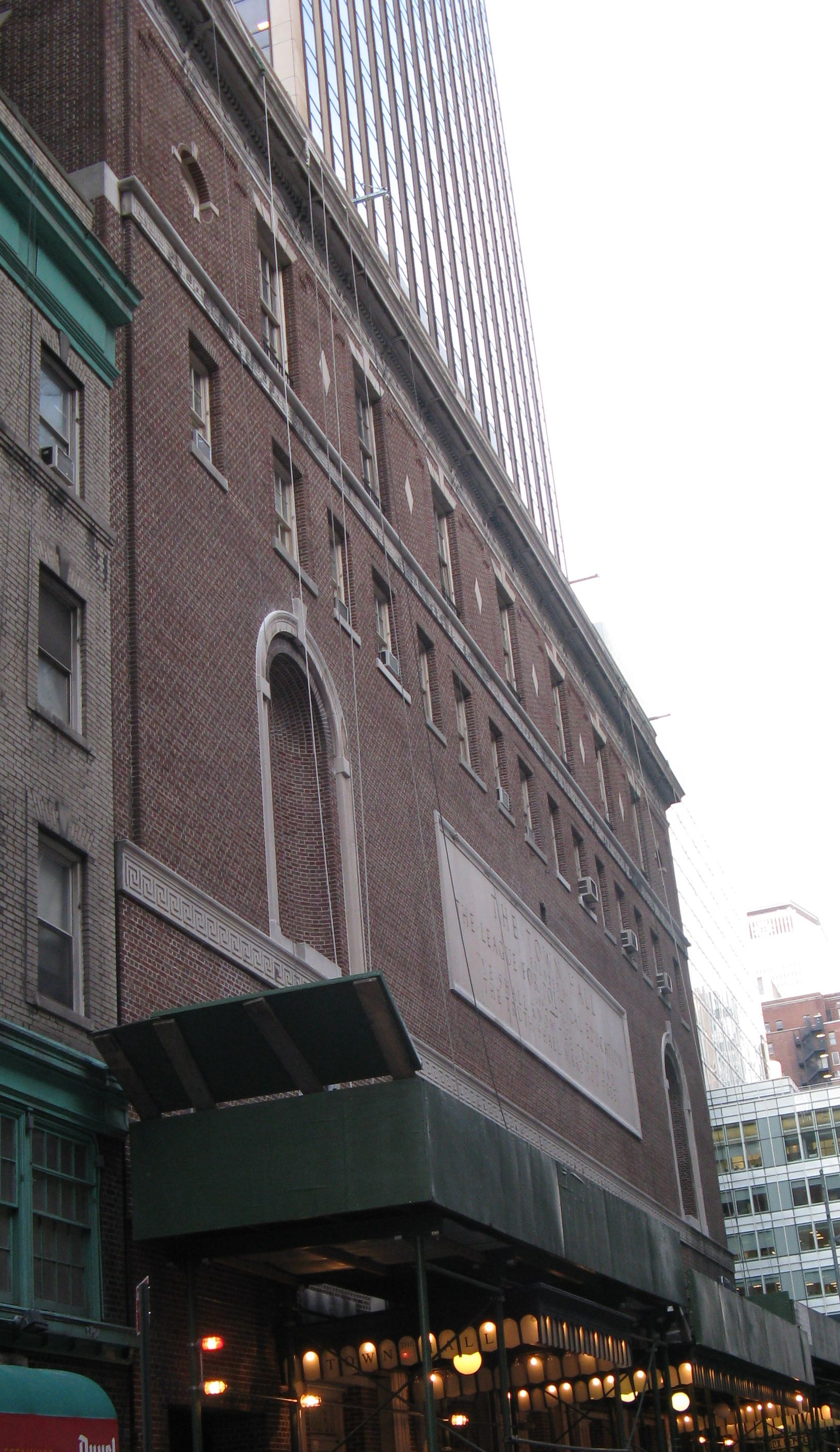
Town Hall 2008

Die Town Hall ist ein Veranstaltungsort in Manhattan, New York City (123 West 43rd Street, zwischen Sixth Avenue und Broadway). Sie bietet etwa 1500 Sitzplätze und wird von einer non-profit Organisation geleitet. Im April 1980 wurde das Gebäude in das National Register of Historic Places eingetragen. Im März 2012 erhielt die Town Hall den Status eines National Historic Landmarks.
Die Town Hall wurde vom Architekturbüro McKim, Mead & White für die League for Political Education (ein Teil der Suffragetten-Bewegung) entworfen und 1921 eröffnet. Im Sinne der Erbauer diente sie der politischen Weiterbildung. Neben Vorträgen fanden aber auch Dichterlesungen statt, und besonders bekannt wurde sie als Ort musikalischer Veranstaltungen. Zudem wurde hier ab 1935 über 20 Jahre lang die politische Radiosendung America´s Town Meeting of the Air produziert. Diese mit vielen Preisen (u. a. dem Peabody Award) ausgezeichnete Radiosendung mit Publikumsbeteiligung wurde landesweit ausgestrahlt und erreichte dadurch ein Millionenpublikum.
Im Jahr der Eröffnung gastierte unter anderem Richard Strauss als Dirigent einer Reihe von Konzerten hier und trug wesentlich zum hervorragenden Ruf der Akustik der Town Hall bei. Auch als Veranstaltungsort des Jazz ist die Town Hall bekannt: Legendär sind etwa das Town Hall Concert 1945 von Charlie Parker und Dizzy Gillespie, in dem der Bebop einem breiteren Publikum in Manhattan vorgestellt wurde, und das Konzert von Louis Armstrong, mit dem er 1946 seine Karriere neu belebte und das zur Bildung seiner Allstar-Formationen führte. Bis heute finden dort Not Just Jazz-Konzerte statt, wobei auch Tanz und Dichtung einbezogen werden. Es gibt auch regelmäßig Morning Performances für Schüler. Beliebte Veranstaltungsserien sind zurzeit auch Broadway by the Year (initiiert von Scott Siegel), Broadway Cabaret Festivals und Veranstaltungen um Aufführungen klassischer Filme (in der auch beteiligte Künstler zu Wort kommen).